# Acanthopagrus latus
 Acanthopagrus latus és un peix teleosti de la família dels espàrids i de l'ordre dels perciformes.

## Morfologia
Pot arribar als 50 cm de llargària total.

## Distribució geogràfica
Es troba des de les costes del Golf Pèrsic fins a les de l'Índia, les Filipines, Japó i Austràlia.